# Екосистема

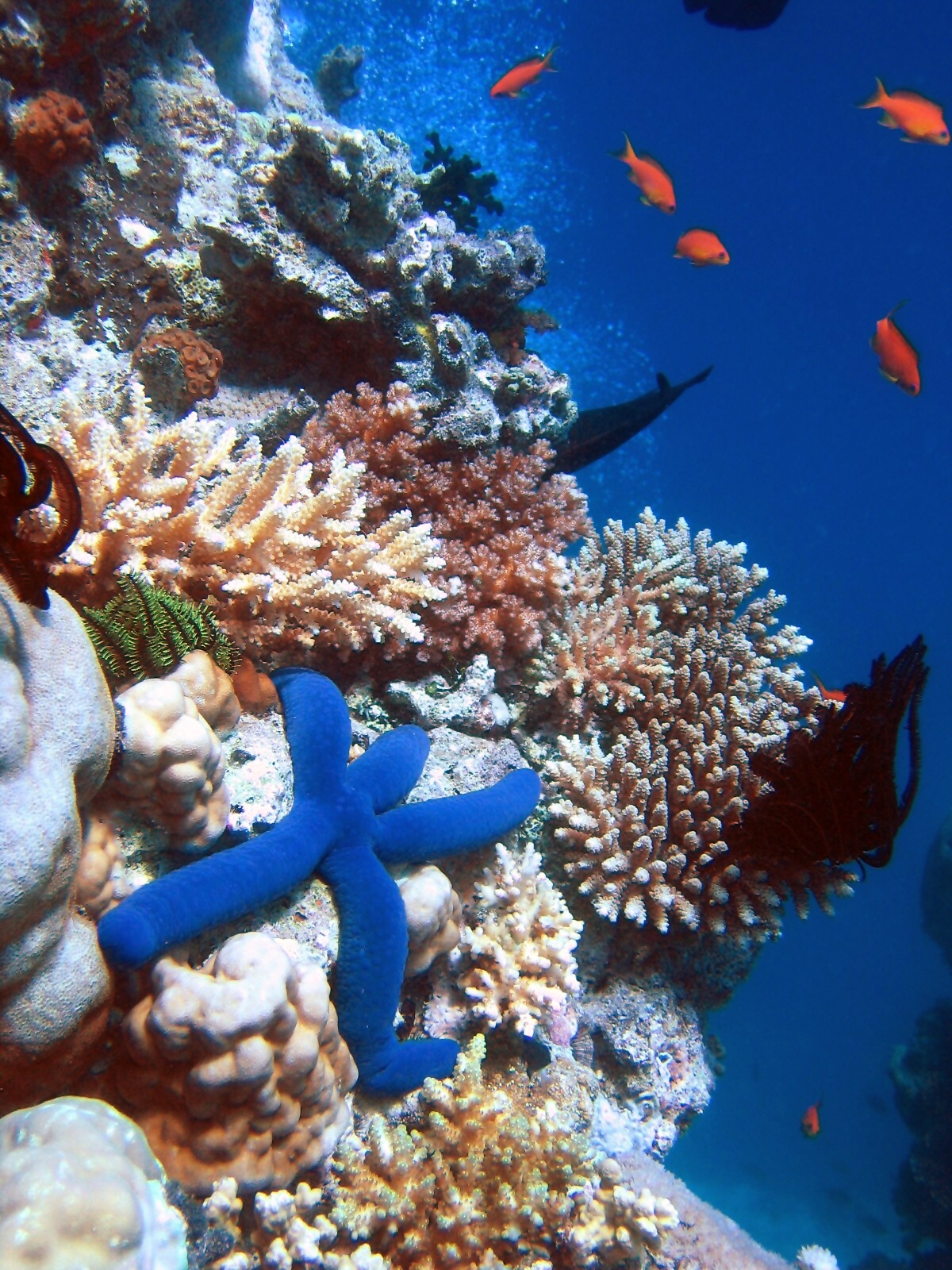
Кораловий риф — високопродуктивна екосистема

Екосисте́ма або екологічна система (від грец. Οἶκος — житло, місцеперебування і грец. σύστημα — система) — це сукупність живих організмів (біоценоз), які пристосувалися до спільного проживання в певному середовищі існування (біотопі), утворюючи з ним єдине ціле. Одне з основних понять екології.
Приклад екосистеми — ставок з рослинами, рибами, безхребетними тваринами, мікроорганізмами, що живуть у ньому і становлять живу складову цього природного утворення, біоценоз. Для ставка як екосистеми, властиві донні відкладення певного складу, певний хімічний склад (іонний склад, концентрація розчинених газів) і фізичні ознаки (прозорість води, сезонний хід температури), а також певні показники біологічної продуктивності, трофічний статус і особливі умови цієї водойми. Інший приклад екологічної системи — листяний ліс в середній смузі України з певним складом лісової підстилки, притаманним для цього виду лісів,ґрунтом і стійким рослинним угрупованням і, як наслідок, із суворо визначеними показниками мікроклімату (температури, вологості, освітленості) та відповідним таким умовам середовища, скупченням тваринних організмів. Важливою ознакою, що дозволяє визначати типи і межі екосистем, є трофічна структура угруповання та співвідношення виробників біомаси, її споживачів і організмів, які руйнують біомасу, а також показники продуктивності та обміну речовини й енергії.

## Загальний опис
Отож, екосистема — це біоценоз + його біотоп.
Термін «екосистема» ввів в обіг англійський еколог Артур Тенслі 1935 року, а сучасне визначення йому надав Реймонд Ліндман в 1942 році в своїй класичній роботі з вивчення біології озера Міннесота.

Ось яке визначення цьому терміну дає М. Ф. Реймерс:
|  | Термодинамічно відкрита сукупність біотичних екологічних складових і абіотичних джерел речовини й енергії, єдність і діяльний зв'язок яких, лежить в межах притаманного для певної ділянки біосфери часу і простору (зокрема біосфери в цілому), що інформаційно саморозвивається, забезпечує перевищення на цій ділянці внутрішніх закономірних переміщень речовини, енергії та інформації над зовнішнім обміном (зокрема й між сусідніми подібними сукупностями) і на основі цього, невизначено довгу саморегуляцію і розвиток цілого під керівним впливом біотичних і біогенних складових. |

Розмір екосистеми може бути різним. Це може бути тропічний ліс Амазонської низовини, або окремий ставок, чи навіть домашній акваріум. Різні екосистеми зазвичай, відокремлені географічними перешкодами — пустелями, горами, океанами та інше, або є обмеженими в інший спосіб — як от річки чи озера. З огляду на те, що ці межі ніколи не є цілком непроникними, екосистеми накладаються одна на одну. Отже можна сказати, що вся Земля може розглядатись як єдина екосистема.

## Складові екосистем
В екосистемі можна вирізнити три складники — біотичний, абіотичний і антропічний. Біотичний складається з автотрофів (організми, які отримують первинну енергію для існування з фото- і хемосинтезу) або продуцентів і гетеротрофів (організми, що одержують енергію з процесів окислення органічної речовини — консументи і редуценти). Автотрофи і гетеротрофи формують трофічну структуру екосистеми.
Єдиним джерелом енергії для існування екосистеми і підтримки в ній різних процесів є продуценти, що засвоюють енергію сонця, (тепла, хімічних зв'язків) з ефективністю 0,1-1 % , зрідка 3- 4,5 % від первинної кількості. Автотрофи являють собою перший трофічний рівень екосистеми. Наступні трофічні рівні екосистеми утворюються за допомогою консументів (2-й , 3-й , 4-й і наступні рівні) і замикаються редуцентами, які перетворюють органічну речовину в мінеральну форму (абіотична складова), яка може бути засвоєна автотрофами.

### Основні компоненти екосистеми
З погляду улаштування, в екосистемі вирізняють такі складові:
1. кліматичний режим, який визначає температуру, вологість, стан освітлення та інші фізичні властивості середовища;
2. неорганічні речовини, що залучаються до кругообігу;
3. органічні сполуки, які пов'язують біотичну і абіотичну частини в кругообігу речовини й енергії;
4. продуценти — організми, що створюють первинну продукцію;
5. макроконсументи, або фаготрофи, — гетеротрофи, які поїдають інші організми або великі частки органічної речовини;
6. мікроконсументи (сапротрофи) — гетеротрофи, переважно гриби і бактерії, які руйнують мертву органічну речовину, мінералізуючи її, і тим самим повертаючи в кругообіг.

Останні три складові утворюють біомасу екосистеми.
З погляду діяльності екосистеми, вирізняють наступні функціональні союзи організмів (крім автотрофів):
1. біофаги — організми, котрі поїдають інших живих істот;
2. сапрофаги — організми, що поїдають мертву органічну речовину.

Цей розподіл показує тимчасово-діяльний зв'язок в екосистемі, зосереджуючись на поділі в часі утворення органічної речовини і перерозподілі його всередині екосистеми (біофаги) і переробці сапрофагами. Між відмиранням органічної речовини і повторним залученням її складових, в кругообіг речовини в екосистемі, може минути суттєвий проміжок часу, наприклад, щодо соснової колоди, 100 і більше років.
Всі ці складові взаємопов'язані в просторі та часі й утворюють єдину структурно-функціональну систему.

#### Екотоп
Зазвичай, визначення екотопів, тлумачилося як середовище проживання організмів, що відзначається певним поєднанням екологічних умов: ґрунтами, мікрокліматом та іншим. У цьому випадку це визначення, близьке до поняття кліматоп.
На даний час, під екотопом на відміну від біотопу, розуміється певна територія або акваторія з усім набором і особливостями ґрунтів, мікроклімату та інших чинників в незміненому організмами вигляді. Прикладами екотопу можуть бути наносні ґрунти, новоутворені вулканічні або коралові острови, вириті людиною кар'єри та інші заново утворені території. У цьому разі, кліматоп є частиною екотопу.

#### Кліматоп
Спочатку «кліматоп» був визначений В. М. Сукачовим (1964) як повітряна частина біогеоценозу, що відрізняється від навколишньої атмосфери власним газовим складом, особливо концентрацією вуглекислого газу в приземному біогоризонті, кисню там же, і в біогоризонтах фотосинтезу, повітряним режимом, насиченістю біолінами, зменшеною і зміненою [[сонячною радіацією і освітленістю]], наявністю люмінесценції рослин і деяких тварин, особливим тепловим режимом і станом вологості повітря.
Сучасна наука, це природне утворення, тлумачить дещо ширше: як характеристика біогеоценозу, поєднання фізичних і хімічних властивостей повітряного або водного середовища, істотних для організмів, що населяють це середовище. Кліматоп задає в довгостроковому вимірі основні фізичні показники існування тварин і рослин, визначаючи коло організмів, які можуть існувати в даній екосистемі.

#### Едафотоп
Під едафотопом зазвичай, розуміється ґрунт як складова екотопу. Однак більш точно це поняття слід визначати як частину абіотичного середовища, перетвореного організмами, тобто не весь ґрунт, а лише його частину. Ґрунт (едафотоп) є найважливішою складовою екосистеми: в ньому відбувається замикання циклів речовини і енергії, здійснюється перетворення мертвих органічних сполук на мінеральні речовини та їх залучення в живу біомасу. Основними носіями енергії в едафотопі виступають органічні сполуки вуглецю, їхні лабільні і стабільні форми, вони найбільшою мірою визначають родючість ґрунтів.

#### Біотоп
«Біотоп» — перетворений біотою екотоп або, точніше, ділянка території, однорідна за умовами життя для певних видів рослин або тварин, або ж для утворення певного біоценозу.

#### Біоценоз
Біоценоз — історично створена сукупність рослин, тварин, мікроорганізмів, що населяють ділянку суші або водойми (біотоп). Не останнє значення в утворенні біоценозу має конкуренція і природний відбір. Основна одиниця біоценозу — консорція, оскільки будь-які організми так чи інакше пов'язані з автотрофами й утворюють складну систему консортів різного порядку, водночас ця мережа є консортом все більшого порядку і може побічно залежати від все більшого числа детермінантів консорцій.
Також можливий поділ біоценозу на фітоценоз і зооценоз. Фітоценоз — це сукупність рослинних популяцій одного угруповання, які і формують детермінантів консорцій. Зооценоз — це сукупність популяцій тварин, які і є консортами різного порядку і слугують механізмом перерозподілу речовини й енергії всередині екосистеми.
Біотоп і біоценоз разом, утворюють біогеоценоз/екосистему.

## Типи екосистем
В основі класифікації для наземних екосистем лежить тип природної (вихідної) рослинності, для водних екосистем — гідрологічні та фізичні особливості (за Ю. Одумом, 1986).

### Наземні екосистеми
- тундра: арктична і альпійська;
- бореальні хвойні ліси (тайга);

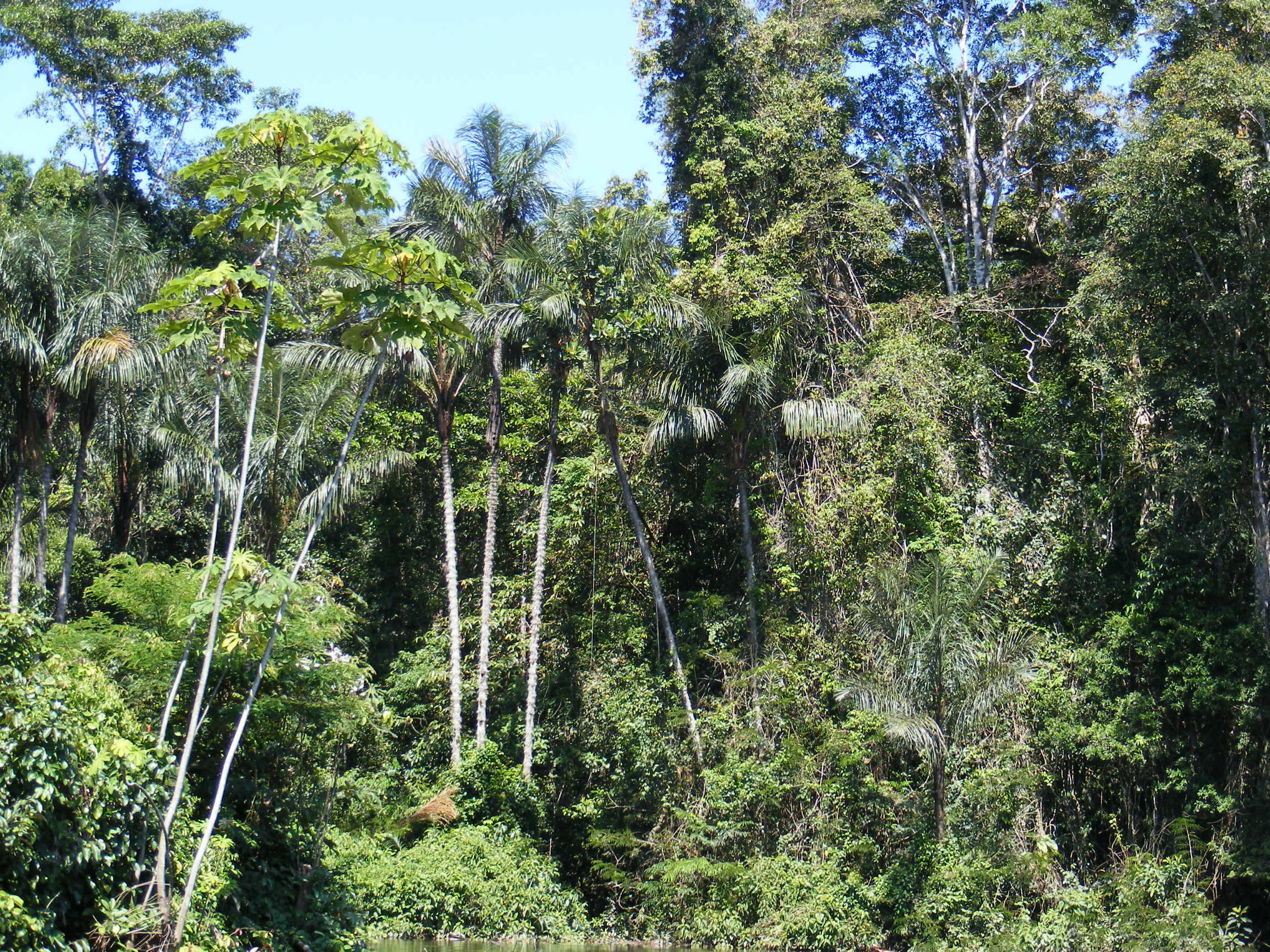
Тропічний ліс Амазонки

- листопадні ліси помірної зони (широколистяні ліси);
- степ помірної зони;
- чапараль (райони з дощовою зимою і посушливим літом);
- тропічні злаковники (грасленд) і савана;
- пустеля: трав'яниста і чагарникова;
- напіввічнозелений сезонний (листопадний) тропічний ліс (райони з вираженими вологим і сухим сезонами);
- вічнозелений тропічний дощовий ліс.

### Прісноводні екосистеми
- лентичні (стоячі води): озера, ставки, водосховища та ін.;
- лотичні (текучі води): річки, струмки, джерела та ін.;
- заболочені угіддя: болота, болотисті ліси, марші (приморські луки).

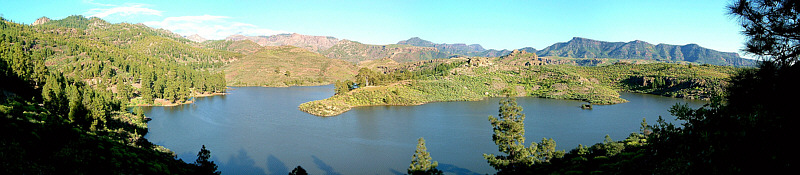
Прісноводна екосистема на Канарських островах.

### Морські екосистеми
- відкритий океан (пелагічна екосистема);
- води континентального шельфу (прибережні води);
- райони апвелінгу (родючі райони з продуктивним риболовством);
- естуарії (прибережні бухти, протоки, гирла річок, лимани, солоні марші та ін).;
- глибоководні рифтові зони.

Окрім основних типів природних екосистем (біомів) розрізняють перехідні типи — екотони. Наприклад, лісотундра, змішані ліси помірної зони, лісостеп, напівпустелі і ін.

### Штучні екосистеми
Штучні екосистеми — це утворення, засновані людиною власними зусиллями, з використанням механізмів. Штучні екосистеми створюються людьми для задоволення власних потреб. Це сади, парки, городи, поля, поселення різного виду, сільські та міські двори, штучні водойми.

## Функціонування екосистем

### Колообіг речовини та енергії

Схема трофічних ланцюгів при біологічному кругообізі

Колообіг речовини й енергії — це повторюване явище взаємопов'язаного перетворення, переміщення речовин і енергії у природі, яке має циклічні властивості та відбувається за обов'язкової участі живих організмів.
Розрізняють геологічний колообіг планетарного виміру і біологічний, який відбувається між організмами і середовищем існування, тобто в межах екосистем.
Геологічний (великий) колообіг — це обмін речовинами між сушею та Світовим океаном. Насамперед відбувається всеосяжна циркуляція води (див. Кругообіг води). Разом з водою рухаються величезні маси розчинених у ній хімічних речовин, які в океані осідаються на дно у вигляді делювіальних відкладів або осаду.
Завдяки біотичному колообігу, можливе тривале існування й розвиток життя з обмеженим запасом доступних хімічних елементів. Використовуючи неорганічні речовини, зелені рослини завдяки енергії Сонця створюють органічну речовину, яка іншими живими істотами (гетеротрофами-споживачами та деструкторами) руйнується з тим, щоби продукти цього руйнування могли бути використані рослинами для нових органічних синтезів.

### Властивості екосистем
- Стабільність екосистеми — здатність екосистеми зберігати свою структуру й функціональні особливості при дії зовнішніх факторів.

- Вразли́вість екосистеми (англ. Vulnerability) — можливий розмір збитків чи шкоди системи від зміни клімату. Це залежить не тільки від чутливості системи, але також від її здатності адаптуватись до нових кліматичних умов.

- Незамкненість екосистеми. Замкненість — повна реутилізація речовин в межах системи з практичною відсутністю їх виходу за межі системи (за винятком енергії і інформації).

Екосистему складають чотири основних компоненти — потік енергії, кругообіги речовин, біоценоз і керівна петля зворотного зв'язку. Потік сонячної енергії, що пронизує екосистему, лише частково перетвориться біоценозом і переходить на якісно вищий щабель, трансформуючись в органічну речовину.
Кругообіги речовин від продуцентів до консументів різних рівнів, потім до редуцентів, а від них знову до продуцентів замкнений не повністю. Якби в екосистемах існувала їх повна замкненість, то не виникало б жодних змін середовища життя, не було б ґрунту, вапняків та інших гірських порід біогенного походження. Таким чином, біотичний кругообіг можна умовно зобразити у вигляді незамкненого кільця.
Кругообіги речовин не є замкненими. Частина органічних і неорганічних речовин витісняється за межі біогеоценозів, але при цьому відбувається їх поповнення за рахунок зовнішніх джерел (опади, фіксація азоту атмосфери і т. д.).
З іншого боку, без діяльності людини, наприклад, відкладення торфу, утворення вугілля, нафти і т. д. — це відходи. Завдяки антропогенній діяльності вони були виключені з кругообігу. Але діяльність людини в цьому напрямі може призвести до екокризи.